# 디스이즈게임
디스이즈게임(Thisisgame)은 온라인 게임을 포함한 컴퓨터 게임과 비디오 게임 관련 뉴스와 정보를 공유하는 게임 전문 웹사이트이다.
게임에 관한 뉴스, 평가, 공략법 등이 업로드된다. 이용자들 사이에서 게임 후기, 평점, 동영상 등을 공유할 수 있는 기능도 제공하고 있다.

## 연혁
2005 - 2008
- 문화관광부 후원 게임 UCC 공모전 Creative-G 주관

- 해외 게임 컨퍼런스 미디어 파트너 (LOGIN Conference, 시애틀)

- 해외 게임 전시회 미디어 파트너 (Games Convention Asia, 싱가포르)

2009 - 2012
- 코리안클릭 선정 연간 '2009년 게임분야 히트사이트' 1위

- 게임문화컨퍼런스 '게임연구&비평' 공동주최

- 세계 최고 권위 게임 개발자 매체 'Gamasutra' 콘텐츠 제휴

- 인도네시아 최대 게임매체 'gameqq' 제휴

- 차이나조이 미디어 파트너

- 아시아 게임 컨퍼런스 미디어 파트너

2013 - 2016
- IT/게임 뉴스 미디어 채널 중 구독자 수 1위 달성

- 중국 최대 게임매체 '171713' 독점제휴

- 대만 최대 게임매체 '바하무트' 독점제휴

- 디스이즈게임 타일랜드 론칭

2017 - 2020
- 유튜브 채널 강화 - 디스이즈게임, 김실장, 깨쓰통
- 개발자 커뮤니티 '게임코디', 'OP.GG' 독점제휴
- 동남아 최대 게임정보앱 'QooApp' 독점제휴
- 유럽 최대 게임 시상식 '게임스컴 어워드' 아시아 유일 심사위원
- 미국 최대 시상식 '더게임어워드' 심사매체